# Дом искусства и науки Бини
Дом искусства и науки Бини — музей, библиотека и художественная галерея города Кентербери, Кент, Англия. Дом является объектом культурного наследия Великобритании II степени. До своего закрытия в 2009 году на реконструкцию был известен как Институт Бини или Королевский музей и картинная галерея. Заведение было вновь открыто под новым именем в сентябре 2012 года. Здание, музей и художественная галерея являются собственностью и управляются Кентерберийским городским советом. Библиотека находится в ведении Совета графства Кент, хотя обе администрации сотрудничают друг с другом.

## История
Здание было построено по проекту архитектора А. Х. Кэмпбелла 1897 года и было торжественно открыто 11 сентября 1899 года. Строительство обошлось в 15 000 фунтов стерлингов. Из них доктор Джеймс Джордж Бини пожертвовал 10 000 фунтов, а Городской совет Кентербери добавил оставшиеся 5000, чтобы в Институте Бини могли также разместиться городской музей и библиотека, которые были переданы в ведение института. В 1898 году название учреждения получило приставку «Королевский». Музей и библиотека, переехавшие на новое место, были основаны ещё в 1825 году. Сам Бини был медиком и в своем завещании указал большую суму, которую необходимо было потратить на «возведение института для трудящихся», в главном зале должен быть повешен его портрет. Ещё 60 000 фунтов стерлингов по завещанию Бини получил Мельбурн, хотя изначально доктор собирался также отдать их Кентербери.
С 1899 по 1913 год почетным куратором учреждения был Фрэнсис Беннетт-Голдни (1865—1918), Генри Томас Мид — помощником или заместителем куратора и библиотекарем, а Генри Филдинг — секретарем Института. В период с 1913 по 2008 год библиотечный фонд учреждения увеличился с 12 000 томов до двух миллионов, в том числе и текстами XVII и XVIII веков. В фильме 1944 года «Кентерберийская история» здание Института Бини было вдохновением режиссёра Майкла Пауэлла послужило образцом для Института Колпепера.

## Галерея

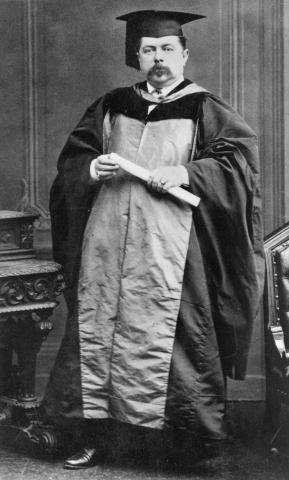
Доктор Дж. Г. Бини
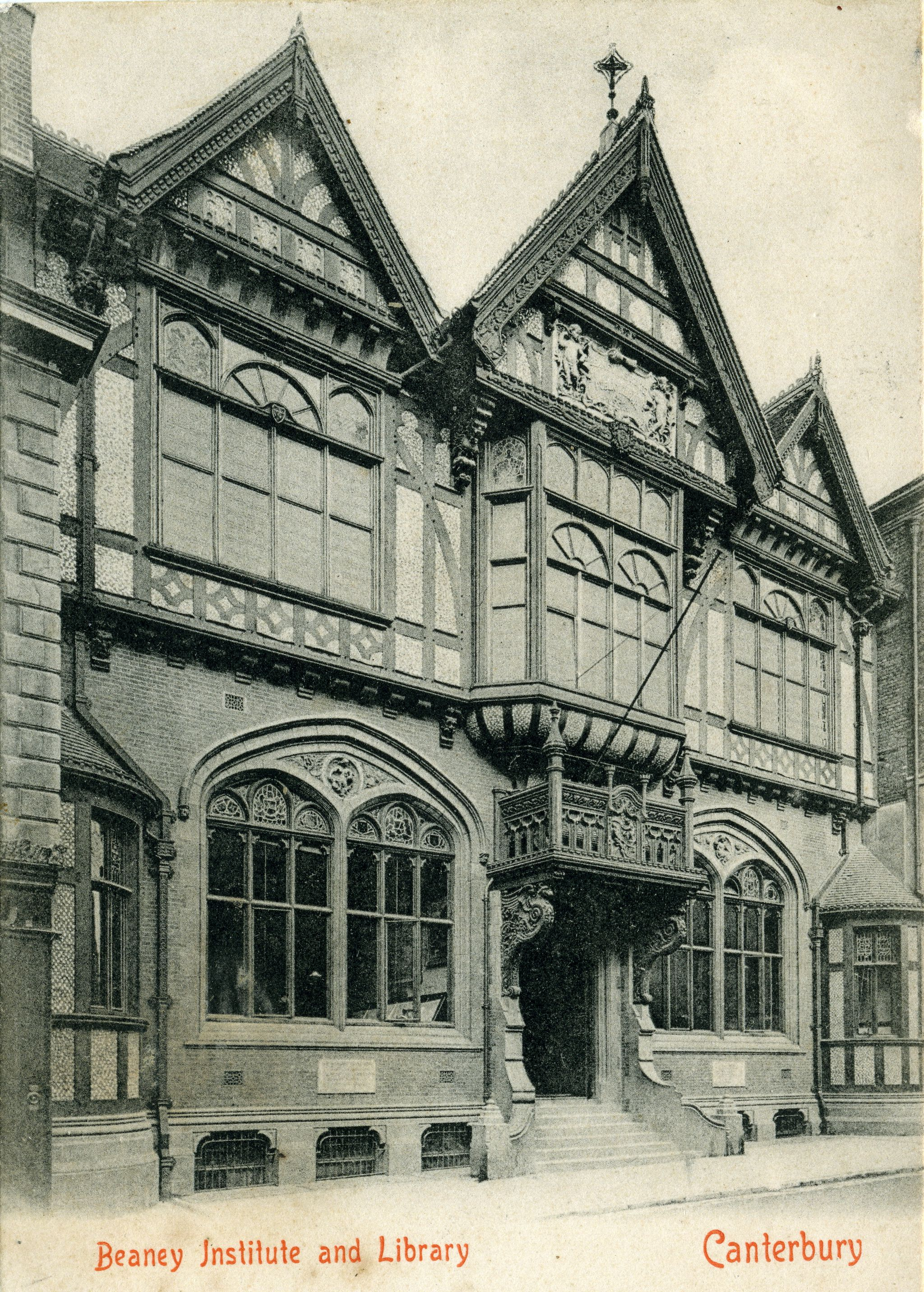
Здание в 1899—1914 годах
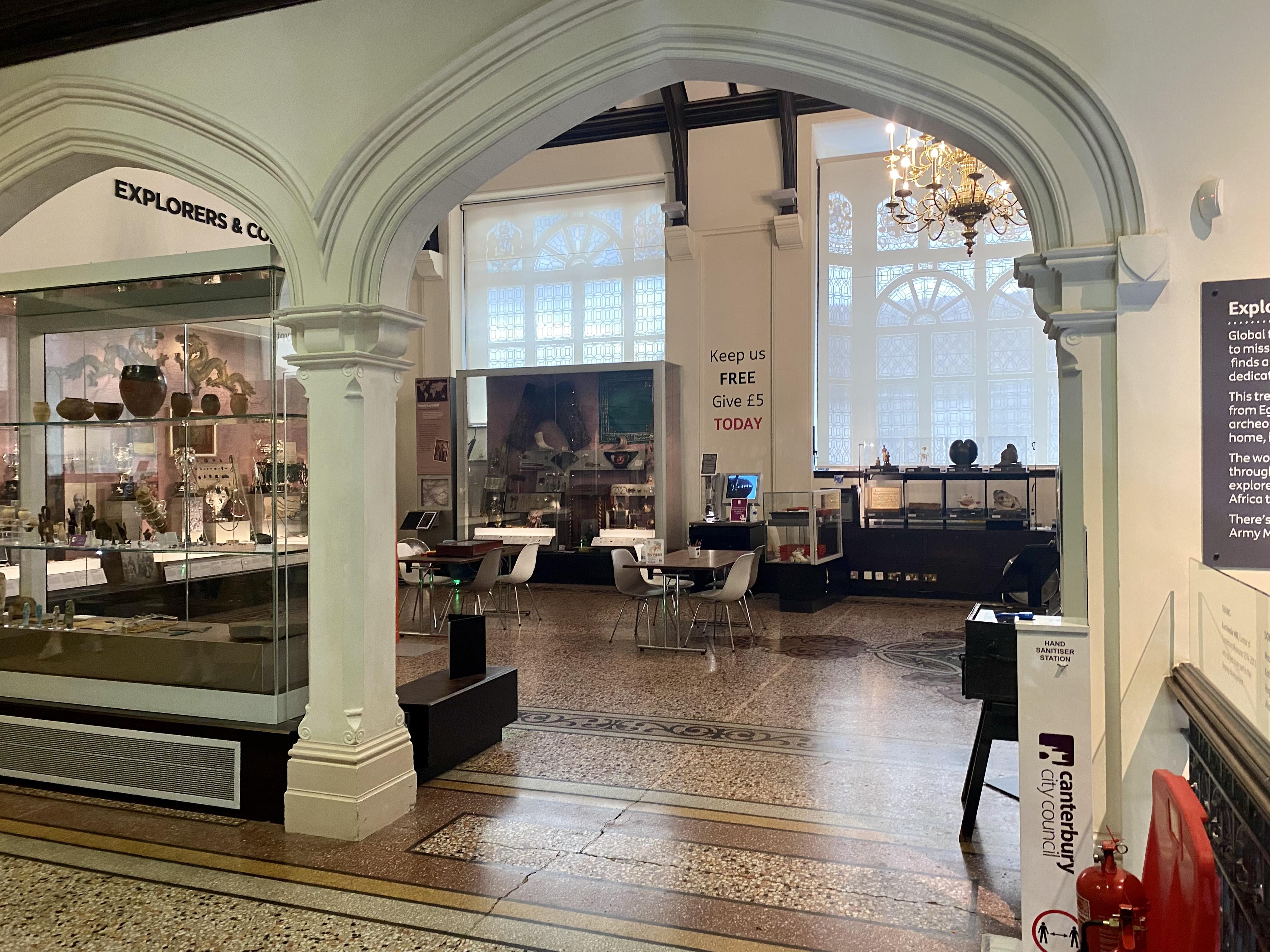
Музейное пространство
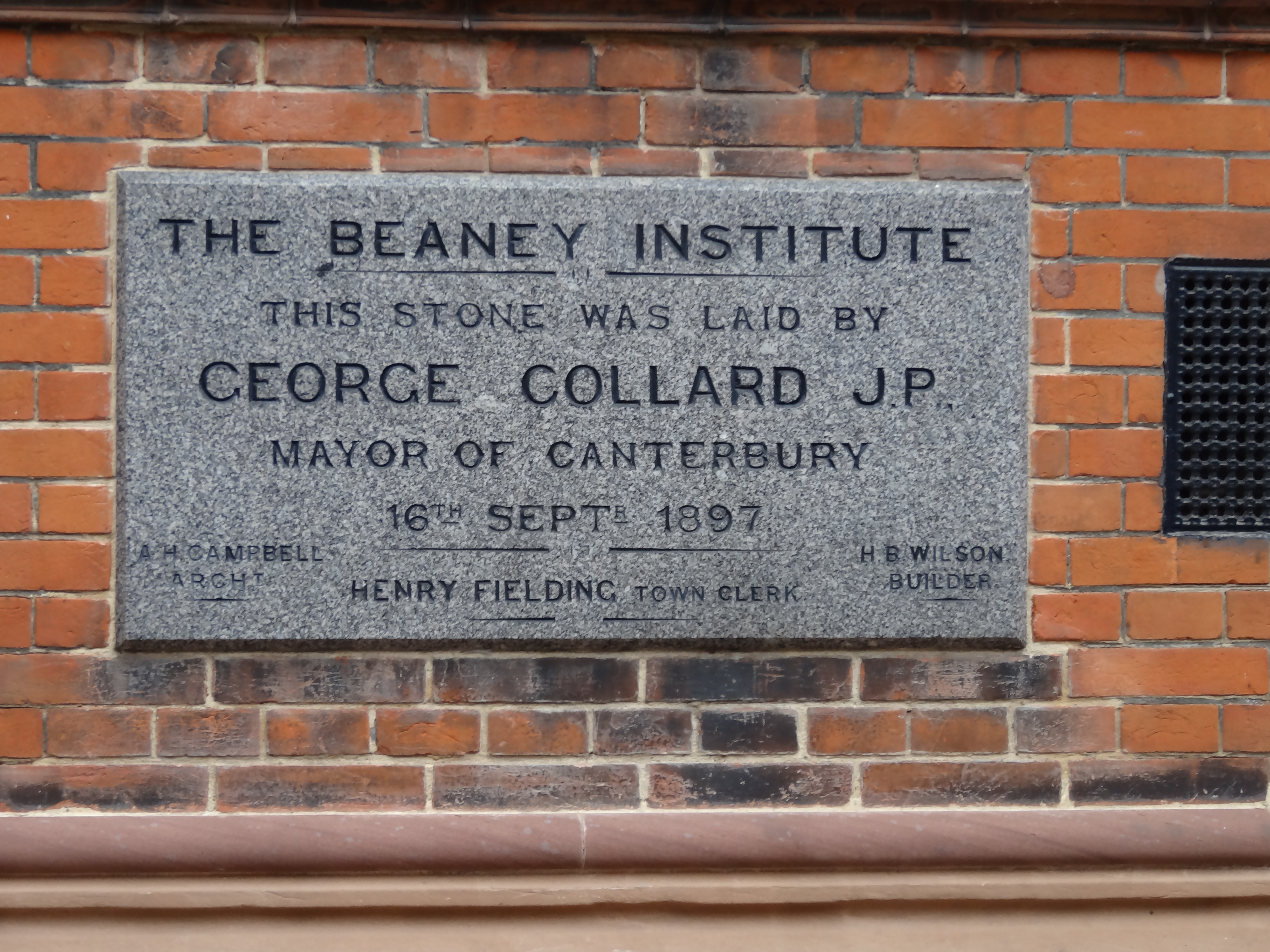
Памятная доска